# Maria Teresa Ricci
Maria Teresa Ricci (Roma, 1912 – Roma, 3 marzo 1969) è stata una sceneggiatrice e regista italiana.

## Biografia
Fu la prima donna a dirigere un film nel periodo sonoro, firmando insieme a Roberto Savarese La principessa del sogno. La sua carriera nel cinema italiano si svolse nell'arco di soli quattro anni e sotto l'egida di Carlo Ludovico Bragaglia, del quale divenne l'aiuto regista di fiducia in dieci film, quindi in uno solo per Luigi Zampa. 
Dopo la sua prima prova registica, non ebbe ulteriori ruoli nel mondo del cinema, ritirandosi a vita privata, e morendo probabilmente il 3 marzo 1969 nella sua città di nascita, Roma.

## Filmografia

### Aiuto regista e sceneggiatrice
- Belle o brutte si sposan tutte... di Carlo Ludovico Bragaglia (1939) aiuto regista
- Animali pazzi di Carlo Ludovico Bragaglia (1939) aiuto regista
- L'amore si fa così di Carlo Ludovico Bragaglia (1939) aiuto regista e sceneggiatura
- Un mare di guai di Carlo Ludovico Bragaglia (1939) sceneggiatura
- Pazza di gioia di Carlo Ludovico Bragaglia (1940) aiuto regista e sceneggiatura
- Alessandro, sei grande! di Carlo Ludovico Bragaglia (1940) aiuto regista
- La forza bruta di Carlo Ludovico Bragaglia (1941) aiuto regista e sceneggiatura
- Il prigioniero di Santa Cruz di Carlo Ludovico Bragaglia (1941) aiuto regista
- Due cuori sotto sequestro di Carlo Ludovico Bragaglia (1941) aiuto regista
- Se io fossi onesto di Carlo Ludovico Bragaglia (1942) aiuto regista
- Signorinette di Luigi Zampa (1942) aiuto regista

### Regista
- La principessa del sogno (1942) co-diretto con Roberto Savarese, anche sceneggiatura